# Асли Енвер
Асли Енвер (тур. Aslı Enver) — турецька акторка.

## Біографія
Асли Енвер народилася 10 травня 1984 року в Англії. Її батько кіпрський турок, який виріс у Лондоні і познайомився та одружився з матір'ю Енвер, поки вона там навчалася. До 12 років жила в Англії. Там вона співала у церковному хорі. 
Закінчила гімназію образотворчих мистецтв і здобула вищу освіту в Університеті Золотого Рогу в Стамбулі, обравши театральний фах. Асли отримала свою першу роль на телебаченні в серіалі Hayat Bilgisi. Далі в молодіжному серіалі «Мрійники» (тур. Kavak Yelleri) виконала одну з головних ролей — Міне Ергун. У 2012 році, після тривалого кастингу в пошуках акторки на головну жіночу роль, в серіалі «Suskunlar» продюсери зупинилися на Асли і довірили їй роль Аху.
У перерві між першим і другим сезоном серіалу Асли одружилася зі своїм давнім другом, актором Бірканом Сокуллу. Влітку 2013 року знялася у художньому фільмі Tamam Mıyız? режисера Чаана Ирмака. У 2013 році брала участь у серіалі «Секрети» (Kayıp). У ньому вона дарує життя героїні Йозлем Альбайрак. У 2014 році знялася в серіалі Bana Artık Hicran De. Навесні 2015 року разом з близькою подругою Долунай Суассерт брала участь у театральній постановці Personel.
У лютому 2016 року, знялася в телесеріалі продюсерської компанії Endemol «Зимове сонце» (тур. Kış Güneşi), в якому Асли виконала головну жіночу роль. Її партнером був молодий актор Шюкрю Йозилдиз.
Її остання роль на телебаченні — в серіалі «Наречена зі Стамбула» (тур. Istanbullu Gelin), який вийшов в ефір на початку березня 2017 року на телеканалі Star. У ньому Асли співпрацювала з відомим актором, сценаристом та режисером Озжаном Денізом. Незадовго до того, як почалися зйомки серіалу, вони знову опинилися перед камерою, у художньому фільмі «Інша сторона» (тур. Öteki Taraf)

## Особисте життя
13 липня 2012 року одружилася з актором Бірканом Сокуллу. 27 серпня 2015 року адвокати пари зробили заяву, в якій сказали, що вони розлучаються.
12 листопада 2022 року Асли одружилася з бізнесменом Беркіном Гьокбудаком. У липні 2023 року народила дочку Елай.

## Фільмографія

### Кіно
| Рік      | Назва                      | Роль  | Режисер         |
| -------- | -------------------------- | ----- | --------------- |
| 2002 рік | Айна                       |       | Егемен Санаджак |
| 2013 рік | Tamam Mıyız?               | Бесте | Чаан Ирмак      |
| 2016 рік | Мій брат / Kardeşim Benim  | Дерйа | Мерт Байкал     |
| 2017 рік | Інша сторона / Öteki Taraf | Едже  | Озджан Деніз    |

### Телебачення
| Рік              | Назва                                          | Роль              | Режисер                                                     |
| ---------------- | ---------------------------------------------- | ----------------- | ----------------------------------------------------------- |
| 2002 рік         | Uzay Sitcomu                                   |                   |                                                             |
| 2003 рік         | Hayat Bilgisi                                  | Хазал             | Карланда Таркан                                             |
| 2007 — 2011      | Мрійники / Kavak Yelleri                       | Міне Ергун        | A. Танер Ельхан Жале Інджекол Керем Чакроолу                |
| 2012 рік         | Мовчазний / Suskunlar                          | Аху Кумрал        | Умур Турагай Чаатай Тосун Віла Чаар Лотсуваль Хатідже Меміш |
| 2013 — 2014 роки | Секрети / Kayıp                                | Йозлем Альбайрак  | Зейнеп Гюнай Тан Деніз Колош Рам Йозчайлан                  |
| 2014 рік         | Подзвони мені вже Хіджран/ Bij Artık Hicran De | Хіджран Еюпоолу   | Волкан Коджатюрк                                            |
| 2015 рік         | Достатньо бути щасливим / Mutlu Ol Yeter       | Зейнеп Гусельтепе | Керем Чакароолу Башак Сойсал                                |
| 2016 рік         | Зимове сонце / Kış Güneşi                      | Нісан             | Мурат Онбул Деніз Колош                                     |
| 2017 — 2019      | Наречена зі Стамбула                           | Сюрея Деніз Боран | Зейнеп Гюнай Тан Деніз Акчай Катиксиз                       |

### Театр
| Рік      | Назва    | Театр                           | Режисер     | Роль |
| -------- | -------- | ------------------------------- | ----------- | ---- |
| 2015 рік | Персонал | Театр «Крафт» / Craft Tiyatrosu | Чаа Чалшкур | Емма |